# Brent W. Jett
Brent W. Jett, född 5 oktober 1958 i Pontiac, Michigan, är en amerikansk astronaut uttagen i astronautgrupp 14 den 5 december 1992.

## Rymdfärder
- Endeavour - STS-72
- Atlantis - STS-81
- Endeavour - STS-97
- Atlantis - STS-115